# Gold Dust Woman

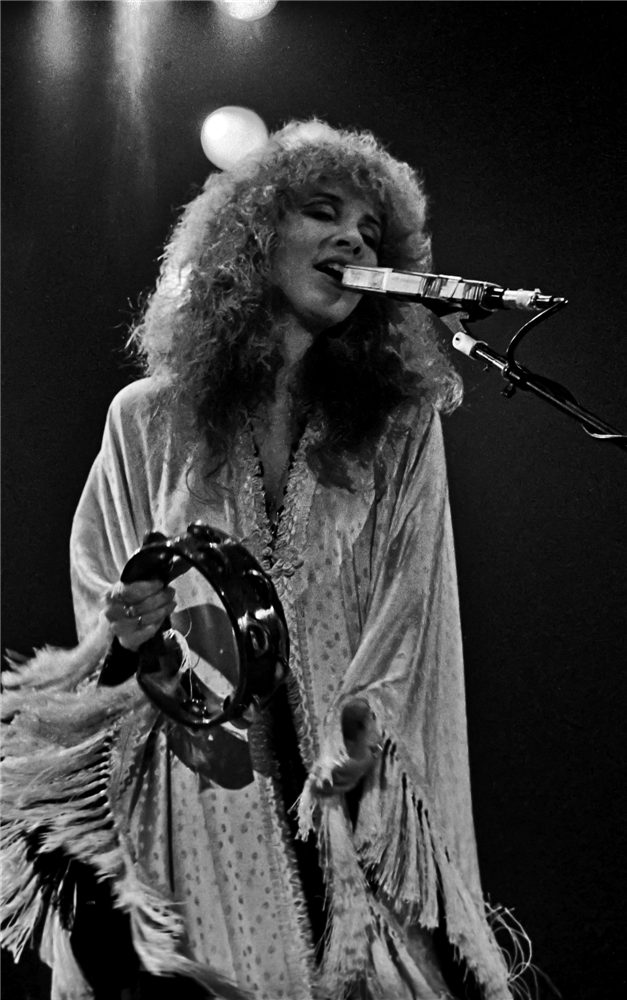
Stevie Nicks (1980)

Gold Dust Woman ist ein 1977 veröffentlichtes Lied der Rockband Fleetwood Mac aus dem Album Rumours. Der Song wurde von Stevie Nicks geschrieben und gesungen und erschien als B-Seite der Single Don’t Stop in Großbritannien und der Single You Make Loving Fun in den USA.

## Hintergrund und Aufnahme
Der Titel Gold Dust Woman stammt von der Straße Gold Dust Lane in Wickenburg (Arizona), wo Nicks aufwuchs.
Die Aufnahme, die für die Veröffentlichung auf dem Album Rumours 1977 gewählt wurde, wurde um 4 Uhr morgens aufgenommen, nach einer langen Nacht voller Versuche im Studio. Während der letzten Aufnahme hatte Stevie Nicks ihren Kopf mit einem schwarzen Schal umwickelt, um ihre Erinnerungen und Emotionen abzugreifen.
Bei der Aufnahme wurden viele ungewöhnliche Instrumente verwendet, darunter ein elektrisches Cembalo mit einem Phaser, das mit Klebeband markiert war, damit Mick Fleetwood leichter die richtigen Noten fand. Um den Gesang von Nicks zu akzentuieren, zerbrach Fleetwood Glasscheiben, so der Produzent Ken Caillat: „Er [Fleetwood] trug eine Schutzbrille und einen Overall – es war ziemlich lustig. Er drehte einfach durch und schlug mit diesem großen Hammer auf Glas. Er versuchte, es auf Kommando zu tun, aber es war schwierig. Schließlich sagten wir: ‚Zerbrich einfach das Glas‘, und wir haben alles untergebracht.“
Barry Walsh beschrieb den Song im Slant Magazine als „eine der ergreifendsten Charakterstudien von Nicks, die sie in ihrer folkigen (nicht flockigen) Art“ zum Besten gibt.
Die 2004 erschienene Zwei-Disc-Sonderausgabe von Rumours enthält zwei Demos von Gold Dust Woman. Eines der Demos enthält eine Gesangsmelodie und einen Text im Schlussteil, der 1997 zum eigenständigen Lied If You Ever Did Believe weiterentwickelt wurden. Nicks nahm die Single mit Sheryl Crow für ihr Album Trouble in Shangri-La (2001) auf. Der Titel If You Ever Did Believe wurde jedoch 1998 als Titelsong für den Film Zauberhafte Schwestern ausgewählt und ist nur auf dem Soundtrack-Album des Films erhältlich.

## Bedeutung
Als sie in einem Interview für Spin im Oktober 1997 nach dem Song gefragt wurde, bestätigte Nicks, dass Gold Dust eine Metapher für Kokain sei:

„Jeder hat ein bisschen was genommen – wir haben es nie gekauft oder so, es war einfach da – und ich glaube, ich hatte eine wirklich ernsthafte Vorstellung davon, was dieses Zeug sein könnte, was es mit einem machen könnte... Und ich habe mir wirklich vorgestellt, dass es alles übernehmen könnte, ich hätte nie gedacht, dass es mich übernehmen würde. Ich muss ein paar Leute getroffen haben, von denen ich dachte, dass sie zu viel Koks nehmen, und das muss mich beeindruckt haben. Denn ich habe daraus eine ganze Geschichte gemacht.“

In einem Interview für die Serie Classic Albums von VH1 gab Nicks weitere Einblicke in die Bedeutung des Songs:

„Gold Dust Woman war meine Art von symbolischem Blick auf jemanden, der eine schlechte Beziehung durchmacht, eine Menge Drogen nimmt und versucht, es zu schaffen. Versucht zu leben. Versucht, es zu überstehen.“

## Besetzung
- Stevie Nicks – Gesang
- Lindsey Buckingham – Gitarren, Dobro, Hintergrundgesang
- Mick Fleetwood – Schlagzeug, Cowbell, elektrisches Cembalo, Soundeffekte
- Christine McVie – Fender Rhodes, Hintergrundgesang
- John McVie – Bassgitarre

## Auszeichnungen für Musikverkäufe
| Land/Region                  | Auszeichnungen für Musikverkäufe (Land/Region, Auszeichnung, Verkäufe) | Verkäufe |
| ---------------------------- | ---------------------------------------------------------------------- | -------- |
| Neuseeland (RMNZ)            | Platin                                                                 | 30.000   |
| Vereinigtes Königreich (BPI) | Silber                                                                 | 200.000  |
| Insgesamt                    | 1× Silber · 1× Platin ·                                                | 230.000  |

Hauptartikel: Fleetwood Mac/Auszeichnungen für Musikverkäufe

## Coverversionen
1978 wurde eine Coverversion von Waylon Jennings für das Album Waylon and Willie aufgenommen.
1996 veröffentlichte Hole eine Coverversion, die auch auf dem Soundtrack zu The Crow – Die Rache der Krähe erschien.